# Bezons
Bezons is een Franse gemeente in het departement Val-d'Oise. Bezons telde op 1 januari 2022 34.314 inwoners. Het is een voorstad van Parijs en ligt op de rechteroever van de Seine. 
Bezons is het eindpunt van Tramlijn 2 T2. 

## Geografie
De Seine splitst zich bij Bezons in twee armen, die 8 kilometer stroomafwaarts weer bij elkaar komen en het Île Fleurie omsluiten. De oppervlakte van Bezons bedroeg op 1 januari 2022 4,16 vierkante kilometer; de bevolkingsdichtheid was toen 8.248,6 inwoners per km².
De onderstaande kaart toont de ligging van Bezons met de belangrijkste infrastructuur en aangrenzende gemeenten.

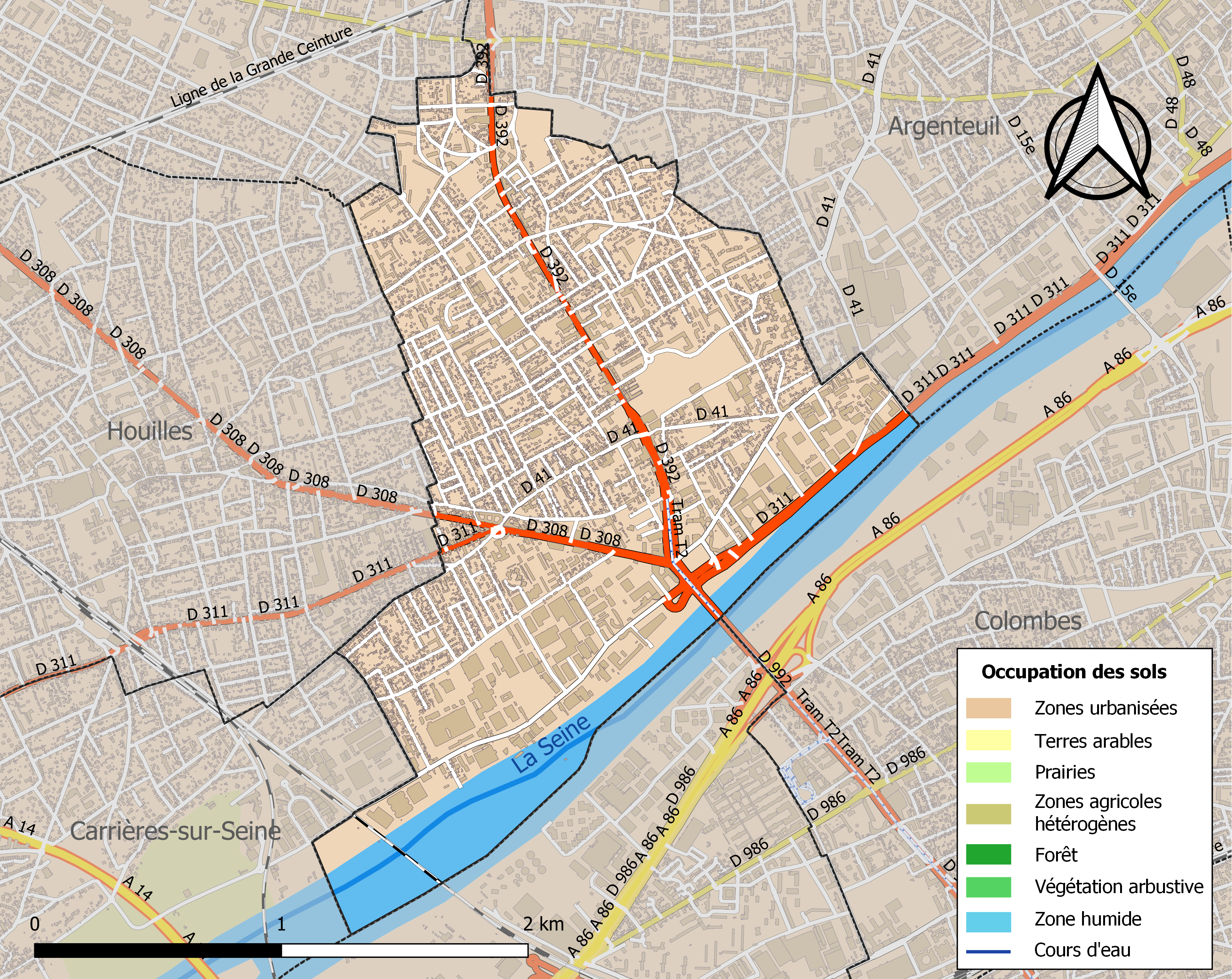

## Demografie
De gemeente telde 34.314 inwoners op 1 januari 2022.
Onderstaande figuur toont het verloop van het inwonertal, bron: INSEE-tellingen. 

## Geschiedenis
Bezons ontstond in de middeleeuwen rond een kerk en een feodaal kasteel. Maar de plaats werd ook al eerder bewoond, getuige een Merovingische begraafplaats uit de vroege middeleeuwen. Koning Hendrik IV van Frankrijk ontmoette naar verluidt regelmatig zijn maîtresse Gabrielle d'Estrée in een jachtkasteel bij Bezons. De heerlijkheid Bezons was aan het ende van het ancien régime in handen van de familie Bazin de Bezons. In de 19e en 20e eeuw verstedelijkte Bezons als voorstad van Parijs.

## Stedenband
- Szekszárd
- Downpatrick
- Bani Zeid

## Personen in verband met Bezons
- Claude Bazin de Bezons (1617-1684), heer van Bezons
- Claude Bernard (1613-1687), heeft er gewoond
- Louis-Ferdinand Céline (1894-1961), heeft er als arts gewerkt
- Charles-François Daubigny (1817-1878), heeft er geschilderd
- koning Hendrik IV (1553-1610), zou er maîtresses hebben onderhouden
- Guy de Maupassant (1850-1893), verbleef er regelmatig